# Ike Williams
Isaiah Williams (Brunswick, 2 de agosto de 1923 — Los Ángeles, 5 de septiembre de 1994) fue un boxeador profesional estadounidense que llegó a consagrarse campeón del Mundo de los pesos ligeros. Desde 1990 es miembro del Salón Internacional de la Fama del Boxeo.

## Carrera
Defendió el título mundial por seis años de 1945 a 1951. En 1948 fue elegido boxeador del año por The Ring.

### Zurita vs Williams
El 18 de abril de 1945 se enfrentó al campeón mundial ligero, el mexicano Juan Zurita en el Toreo de Cuatro Caminos de la Ciudad de México. ¨Ike¨ venció al azteca por TKO y se consagró campeón del Mundo.

### Williams vs Gatica
El 5 de enero de 1951 peleó contra el argentino José María Gatica, un peligroso noqueador y el púgil más importante de su país de la época. Sin embargo fue una rápida victoria de Williams que ganó por TKO en el primer asalto al derribar tres veces a Gatica aprovechando un exceso de confianza del boxeador argentino.

### Williams vs Carter
Cuatro meses después el 25 de mayo del mismo año defendió el título por última vez ante su compatriota Jimmy Carter y perdió el combate por TKO luego de seis años.